# Região Noroeste dos Estados Unidos

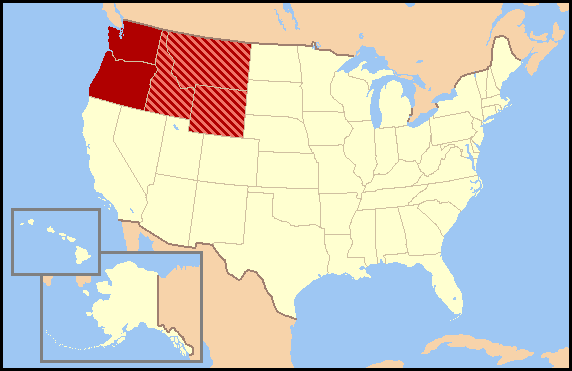
Os estados mostrados em cor mais escuras são sempre incluídos, enquanto os mais claros são por vezes considerados como parte da região.

A Região noroeste dos Estados Unidos consiste nos estados de Washington, Oregon, Montana, Idaho, Wyoming e, em algumas ocasiões, o Alasca. As cidades mais populosas da região são Seattle, no estado de Washington, e Portland, estado de Oregon.
Estende-se até o oeste das Grandes Planícies. Ocasionalmente partes da Califórnia também estão incluídas na região.